# Anii 1570
Secole: Secolul al XV-lea - Secolul al XVI-lea - Secolul al XVII-lea
Decenii: Anii 1520 Anii 1530 Anii 1540 Anii 1550 Anii 1560 - Anii 1570 - Anii 1580 Anii 1590 Anii 1600 Anii 1610 Anii 1620
Ani: 1570 1571 1572 1573 1574 1575 1576 1577 1578 1579